# Малий Лазучин
Ма́лий Лазучин — село в Україні,  у Теофіпольській селищній громаді Хмельницького району Хмельницької області. До 2020 підпорядковувалось Великолазучинській сільській раді. Населення 171 мешканець (2007).

## Історія
Розташоване на півночі району. Засноване у 1420 році.
Вперше назва Лазучин згадується у 1420 році в дарчому акті великого князя литовського Вітовта. Село Малий Лазучин на землі поміщиків Чолганських заснував князь Костянтин Острозький, воєвода Київський, маршалок Волинської землі. Назва походить від лазучинських косогорів – найвищої точки Волино-Подільської височини.
7 (20) листопада 1917 року, відповідно до.Третього Універсалу Української Центральної Ради, увійшло до складу Української Народної Республіки.
12 червня 2020 року, відповідно до розпорядження Кабінету Міністрів України № 727-р «Про визначення адміністративних центрів та затвердження територій територіальних громад Хмельницької області», увійшло до складу Теофіпольської селищної громади.
19 липня 2020 року, в результаті адміністративно-територіальної реформи та ліквідації Теофіпольського району, село увійшло до складу Хмельницького району.

## Населення

### Мова
Розподіл населення за рідною мовою за даними :
| Мова                | Кількість | Відсоток |
| ------------------- | --------- | -------- |
| українська          | 188       | 99.47%   |
| інші/не визначилися | 1         | 0.53%    |
| Усього              | 189       | 100%     |